# Darja Kasatkinová
Darja Kasatkinová (rusky: Дарья Сергеевна Касаткина; Darja Sergejevna Kasatkina, * 7. května 1997 Toljatti) je australská profesionální tenistka, která do sezóny 2025 reprezentovala rodné Rusko. Ve své dosavadní kariéře na okruhu WTA Tour vyhrála osm singlových a jeden deblový turnaj. V rámci okruhu ITF získala sedm titulů ve dvouhře.
Na žebříčku WTA byla ve dvouhře nejvýše klasifikována v říjnu 2022 na 8. místě a ve čtyřhře v září 2016 na 43. místě. Od února 2023 ji trénuje Ital Flavio Cipolla. Mezi lety 2014–2017 tuto roli plnil bývalý slovenský tenista Vladimír Pláteník, v období 2017–2019 Philippe Dehaes a mezi roky 2019–2022 Carlos Martinez-Comet.
V ruském týmu Billie Jean King Cupu debutovala v roce 2016 moskevským čtvrtfinále světové skupiny proti Nizozemsku, v němž po boku Jekatěriny Makarovové získaly ze čtyřhry jediný vítězný bod. Rusky odešly poraženy 1:3 na zápasy. Do roku 2026 v soutěži nastoupila k sedmi mezistátním utkáním s bilancí 5–1 ve dvouhře a 2–2 ve čtyřhře.
Rusko reprezentovala na Letních olympijských hrách 2016 v Riu de Janeiru, kde se jako nenasazená účastnila ženské dvouhry. Vypadla ve čtvrtfinále, když nestačila ve dvou setech na Američanku Madison Keysovou. Do ženské čtyřhry nastoupila se Světlanou Kuzněcovovou, se kterou soutěž opustily po prohře ve čtvrtfinále od české dvojice Andrea Hlaváčková a Lucie Hradecká.

## Soukromý život
V červenci 2022 veřejně přiznala, že je ve vztahu s ruskou krasobruslařkou Natalií Zabijakovou. Zároveň v rozhovoru kritizovala postoje ruské společnosti k lidem s odlišnou sexuální orientací a zákony proti nim směřující, a podpořila ukončení ruské agrese vůči Ukrajině. Přiznání vyvolalo reakce představitelů ruské Státní dumy, když Vitalij Milonov označil její jednání za „zločin proti státu.“ Přesto však obdržela od ruského ministerstva sportu ocenění za propagaci sportu. V roce 2025 australská vláda schválila její žádost o trvalý pobyt, o čemž Kasatkinová informovala koncem března na svém Instagramu. Zároveň uvedla, že bude na okruhu WTA reprezentovat Austrálii. Prvním turnajem, do něhož zasáhla pod hlavičkou australské vlajky, se stal Miami Open 2025.

## Tenisová kariéra
Na okruhu WTA Tour debutovala v šestnácti letech na říjnovém Kremlin Cupu 2013, když obdržela divokou kartu do kvalifikace. V úvodním kole podlehla Polce Paule Kaniové ve dvou setech.
V juniorském singlu French Open 2014 získala titul. Z pozice osmé nasazené v semifinále vyřadila Markétu Vondroušovou a ve finále si poradila se srbskou turnajovou jedničkou Ivanou Jorovićovou.
V hlavní grandslamové soutěži debutovala na US Open 2015, přestože prohrála již ve třetím kole kvalifikačního turnaje s krajankou Jelizavetou Kuličkovovou. Do ženské dvouhry postoupila až po odhlášení se třetí nasazené Marie Šarapovové. V úvodní fázi zdolala Australanku Darju Gavrilovovou. Ve druhém kole zvládla duel proti chorvatské teenagerce Aně Konjuhové, aby následně skončila na raketě Francouzky Kristiny Mladenovicové.
Premiérový titul na okruhu WTA Tour si připsala na říjnovém Kremlin Cupu 2015 v Moskvě, kde s krajankou Jelenou Vesninovou vyhrála deblovou soutěž, když ve finále zdolal rumunské turnajové dvojky Irinu-Camelii Beguovou s Monicou Niculescuovou, až v rozhodujícím supertiebreaku.

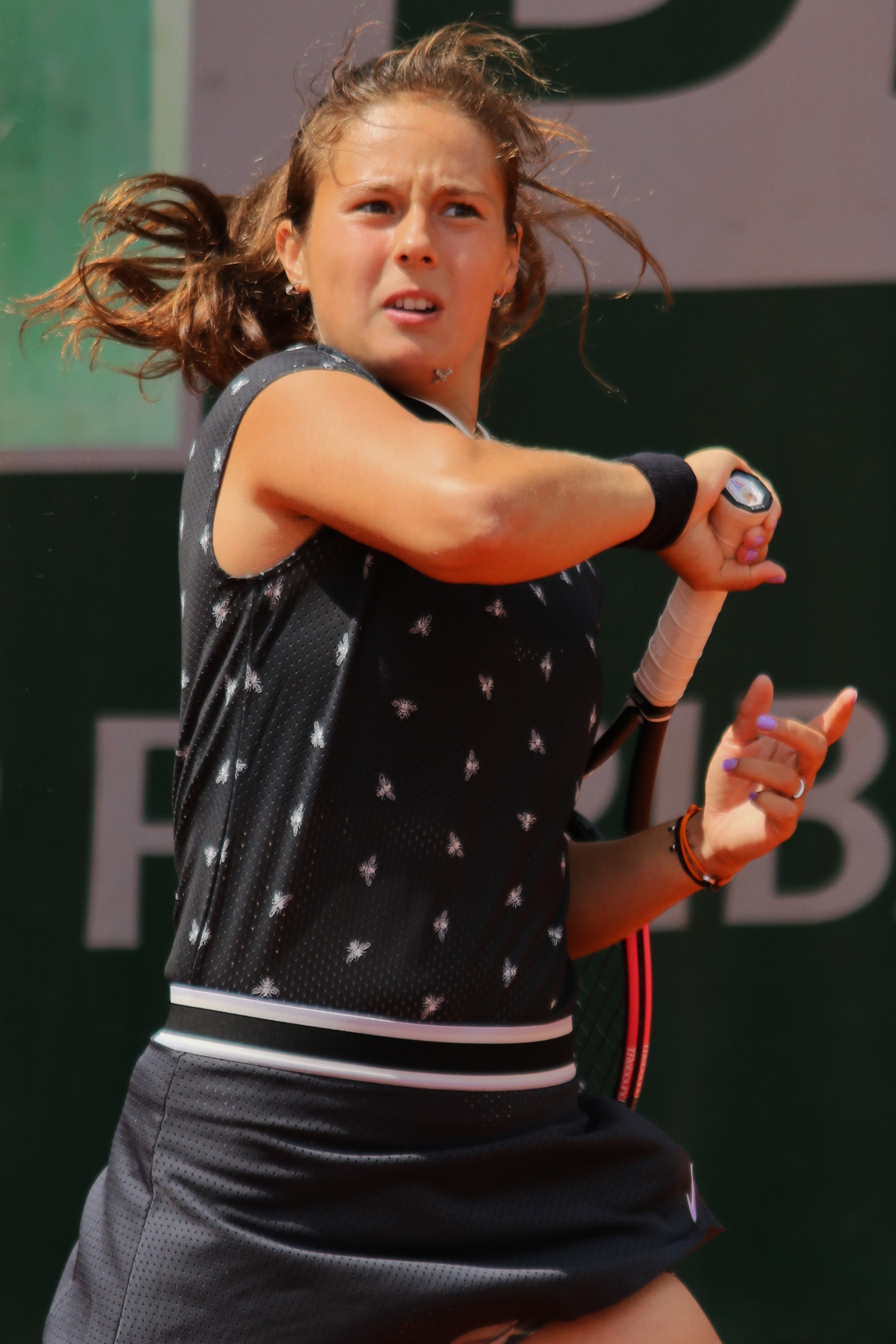
Během French Open 2019

První výhru nad hráčkou elitní světové desítky dosáhla na lednovém ASB Classic 2016, kde v úvodním kole vyřadila sedmou tenistku klasifikace Venus Williamsovou po třísetovém průběhu. Následně podlehla Japonce Nao Hibinové. Ve čtvrtfinále ženské čtyřhry Qatar Total Open 2016 překvapivě ukončily s krajankou Jelenou Vesninovou vítěznou šňůru nejlepšího světového páru Martina Hingisová a Sania Mirzaová v rozhodujícím superitebreaku. Poražené tak prohrály po sérii 41 výher v řadě.
První singlovou trofej na okruhu WTA Tour vybojovala na dubnovém Volvo Car Open 2017 v Charlestonu, když ve finále za 66 minut zdolala 19letou lotyšskou tenistku Jeļenu Ostapenkovou po hladkém dvousetovém průběhu. Snížila tak pasivní poměr vzájemných duelů na 1–2. Jednalo se o první finále dvou teenagerek na okruhu WTA Tour od říjnového Generali Ladies Linz 2009, kde se do závěrečného zápasu probojovaly Wickmayerová s Kvitovou. V následném vydání žebříčku postoupila na 29. místo, pět příček za osobní maximum.
Premiérové finále turnaje kategorie Premier Mandatory Tour odehrála ve 20 letech na březnovém BNP Paribas Open 2018 v Indian Wells, na prvním turnaji, kde startovala jako členka světové dvacítky. Cestou pavoukem vyřadila Američanku Sloane Stephensovou a poté tři tenistky z elitní světové desítky v řadě, světovou dvojku Caroline Wozniackou, desítku Angelique Kerberovou a v semifinále osmičku Venus Williamsovou. Na 20letou Japonku Naomi Ósakaovou uhrála ve finále jen pět gamů. Na podání soupeřky při poměru her 3–3 nevyužila brejkovou možnost a v celém dalším průběhu získala již jen dva gamy. Bodový zisk jí zajistil nové kariérní maximum, když se posunula na 11. místo.
Druhou singlovou trofej si odvezla z moskevského Kremlin Cupu 2018, když ve finále zdolala 24letou tuniskou kvalifikantku a 101. hráčku žebříčku Ons Džabúrovou po třísetovém průběhu. V probíhající sezóně si připsala premiérové turnajové vítězství, které představovalo druhý singlový titul na okruhu WTA Tour.  Bodový zisk jí zajistil debutový průnik do elitní světové desítky a pozici náhradnice na Turnaji mistryň.

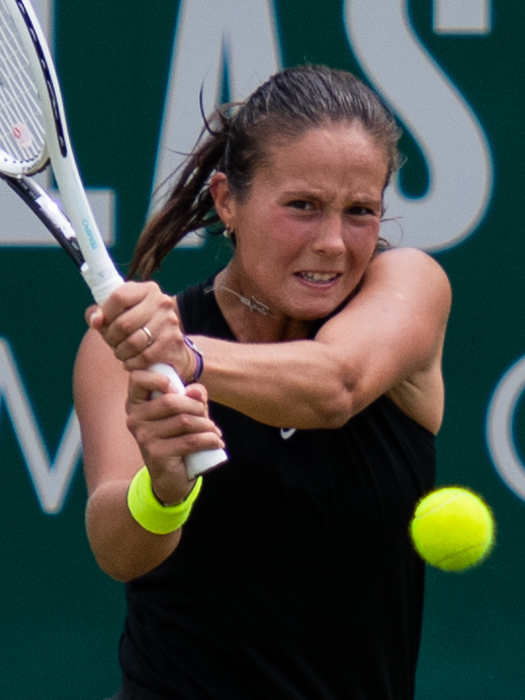
Bekhend na Birmingham Classic 2021

Během antukové jara 2023 porazila dvě hráčky z první světové pětky. V Madridu porazila světovou pětku Marii Sakkariovou, než odešla poražena z osmifinále madridského Masteru odešla od Sorribesovou Tormovou. V Římě pak zaskočila světovou trojku Paulu Badosovou, aby postoupila až do semifinále. V něm byla nad její síly Tunisanka Ons Džabúrová, proti níž v závěru třetí sady neuvyžila mečbol. Na French Open poprvé v kariéře postoupila do semifinálové fáze grandslamu, a to po výhře nad krajankou Veronikou Kuděrmetovovou. Na cestě mezi poslední osmičku v Paříži ztratila jen 14 gamů. V semifinále ji deklasovala světová jednička Iga Świąteková. Pátý a šestý singlový titul získala během srpna 2022. První z nich na Silicon Valley Classic v San José, kde postoupila do finále i v roce 2021. Na rozdíl od předchozího ročníku v závěrečném duelu zdolala Američanku Shelby Rogersovou po třísetovém průběhu. Po skončení se vrátila do první světové desítky, v níž naposledy předtím figurovala v lednu 2019. Zároveň dosáhla nového žebříčkového maxima, když vystoupala na deváté místo. V závěru srpna pak ovládla québecký Championnats Banque Nationale de Granby, poprvé hraný na okruhu WTA Tour. V závěrečném duelu porazila australskou turnajovou devítku Darju Savilleovou z osmé světové desítky, proti níž vyhrála i třetí zápas. Z turnaje odjížděla s 37 sezónními výhrami, které ji mezi všemi hráčkami řadily na čtvrté místo. Výsledky jí zajistily, že se 20. října poprvé kvalifikovala na Turnaj mistryň pro osm nejlepších tenistek roku. Po prohrách se Świątekovou a Caroline Garciaovou a výhře nad Coco Gauffovou obsadila v základní skupině třetí místo a nepostoupila tak do semifinálových bojů.

## Finále na okruhu WTA Tour
| Legenda                                          |
| ------------------------------------------------ |
| D – dvouhra; Č – čtyřhra                         |
| Grand Slam (0)                                   |
| Turnaj mistryň (0)                               |
| Premier Mandatory & Premier 5 / WTA 1000 (0–1 D) |
| Premier / WTA 500 (6–9 D; 1–2 Č)                 |
| International / WTA 250 (2–1 D)                  |

### Dvouhra: 19 (8–11)
| Stav       | č.  | datum            | turnaj                            | kategorie         | povrch     | soupeřka ve finále     | výsledek             |
| ---------- | --- | ---------------- | --------------------------------- | ----------------- | ---------- | ---------------------- | -------------------- |
| Vítězka    | 1.  | 9. dubna 2017    | Charleston, Spojené státy         | Premier           | antuka     | Jeļena Ostapenková     | 6–3, 6–1             |
| Finalistka | 1.  | 21. října 2017   | Moskva, Rusko                     | Premier           | tvrdý (h)  | Julia Görgesová        | 1–6, 2–6             |
| Finalistka | 2.  | 25. února 2018   | Dubaj, Spojené arabské emiráty    | Premier           | tvrdý      | Elina Svitolinová      | 4–6, 0–6             |
| Finalistka | 3.  | 18. března 2018  | Indian Wells, Spojené státy       | Premier Mandatory | tvrdý      | Naomi Ósakaová         | 3–6, 2–6             |
| Vítězka    | 2.  | 20. října 2018   | Moskva, Rusko                     | Premier           | tvrdý (h)  | Ons Džabúrová          | 2–6, 7–6(7–3), 6–4   |
| Vítězka    | 3.  | 19. února 2021   | Melbourne, Austrálie              | WTA 250           | tvrdý      | Marie Bouzková         | 4–6, 6–2, 6–2        |
| Vítězka    | 4.  | 21. března 2021  | Petrohrad, Rusko                  | WTA 500           | tvrdý (h)  | Margarita Gasparjanová | 6–3, 2–1skreč        |
| Finalistka | 4.  | 20. června 2021  | Birmingham, Spojené království    | WTA 250           | tráva      | Ons Džabúrová          | 5–7, 4–6             |
| Finalistka | 5.  | 8. srpna 2021    | San José, Spojené státy           | WTA 500           | tvrdý      | Danielle Collinsová    | 3–6, 7–6(12–10), 1–6 |
| Vítězka    | 5.  | 7. srpna 2022    | San José, Spojené státy           | WTA 500           | tvrdý      | Shelby Rogersová       | 6–7(2–7), 6–1, 6–2   |
| Vítězka    | 6.  | 28. srpna 2022   | Granby, Kanada                    | WTA 250           | tvrdý      | Darja Savilleová       | 6–4, 6–4             |
| Finalistka | 6.  | 14. ledna 2023   | Adelaide, Austrálie               | WTA 500           | tvrdý      | Belinda Bencicová      | 0–6, 2–6             |
| Finalistka | 7.  | 1. července 2023 | Eastbourne, Spojené království    | WTA 500           | tráva      | Madison Keysová        | 2–6, 7–6(13–15)      |
| Finalistka | 8.  | 13. ledna 2024   | Adelaide, Austrálie               | WTA 500           | tvrdý      | Jeļena Ostapenková     | 3–6, 2–6             |
| Finalistka | 9.  | 11. února 2024   | Abú Zabí, Spojené arabské emiráty | WTA 500           | tvrdý      | Jelena Rybakinová      | 1–6, 4–6             |
| Finalistka | 10. | 7. března 2024   | Charleston, Spojené státy         | WTA 500           | antuka (z) | Danielle Collinsová    | 2–6, 1–6             |
| Vítězka    | 7.  | 29. června 2024  | Eastbourne, Spojené království    | WTA 500           | tráva      | Leylah Fernandezová    | 6–3, 6–4             |
| Finalistka | 11. | 22. září 2024    | Soul, Jižní Korea                 | WTA 500           | tvrdý      | Beatriz Haddad Maiová  | 6–1, 4–6, 1–6        |
| Vítězka    | 8.  | 20. října 2024   | Ning-po, Čína                     | WTA 500           | tvrdý      | Mirra Andrejevová      | 6–0, 4–6, 6–4        |

### Čtyřhra: 3 (1–2)
| Stav       | č. | datum          | turnaj          | kategorie | povrch    | spoluhráčka       | soupeřky ve finále                                  | výsledek              |
| ---------- | -- | -------------- | --------------- | --------- | --------- | ----------------- | --------------------------------------------------- | --------------------- |
| Vítězka    | 1. | 23. října 2015 | Moskva, Rusko   | Premier   | tvrdý (h) | Jelena Vesninová  | Irina-Camelia Beguová Monica Niculescuová           | 6–3, 6–7(7–9), [10–5] |
| Finalistka | 1. | 21. října 2016 | Moskva, Rusko   | Premier   | tvrdý (h) | Darja Gavrilovová | Andrea Hlaváčková Lucie Hradecká                    | 6–4, 0–6, [7–10]      |
| Finalistka | 2. | 23. září 2017  | Tokio, Japonsko | Premier   | tvrdý     | Darja Gavrilovová | Andreja Klepačová María José Martínezová Sánchezová | 3–6, 2–6              |

## Finále na okruhu ITF
| Dotace turnajů okruhu ITF | Dotace turnajů okruhu ITF |
| ------------------------- | ------------------------- |
| 100 000 $ tournaments     | 80 000 $ tournaments      |
| 75 000 $ tournaments      | 60 000 $ tournaments      |
| 50 000 $ tournaments      | 25 000 $ tournaments      |
| 15 000 $ tournaments      | 10 000 $ tournaments      |

### Dvouhra: 7 (7–0)
| Stav    | č. | datum           | turnaj                       | povrch | soupeřka ve finále   | výsledek         |
| ------- | -- | --------------- | ---------------------------- | ------ | -------------------- | ---------------- |
| Vítězka | 1. | 27. ledna 2014  | Šarm aš-Šajch, Egypt         | tvrdý  | Pernilla Mendesová   | 6–3, 6–4         |
| Vítězka | 2. | 15. září 2014   | Telavi, Gruzie               | antuka | Jasmine Paoliniová   | 6–1, 4–6, [10–7] |
| Vítězka | 3. | 19. ledna 2015  | Daytona Beach, Spojené státy | antuka | Elise Mertensová     | 6–2, 4–6, 6–0    |
| Vítězka | 4. | 18. května 2015 | Caserta, Itálie              | antuka | İpek Soyluová        | 7–6(7–4), 6–1    |
| Vítězka | 5. | 8. června 2015  | Minsk, Bělorusko             | antuka | Ganna Požničirenková | 4–3skreč         |
| Vítězka | 6. | 15. června 2015 | Minsk, Bělorusko             | antuka | Iryna Šymanovičová   | 6–1, 6–1         |
| Vítězka | 7. | 14. září 2015   | Saint-Malo, Francie          | antuka | Laura Siegemundová   | 7–5, 7–6(7–4)    |

### Čtyřhra: 2 (0–2)
| Stav       | č. | datum           | turnaj           | povrch | spoluhráčka    | soupeřky ve finále                     | výsledek          |
| ---------- | -- | --------------- | ---------------- | ------ | -------------- | -------------------------------------- | ----------------- |
| Finalistka | 1. | 25. května 2015 | Moskva, Rusko    | antuka | Olga Jančuková | Carolin Danielsová Aljona Sotnikovová  | 2–6, 6–7(10–12)   |
| Finalistka | 2. | 8. června 2015  | Minsk, Bělorusko | antuka | Olga Jančuková | Valentyna Ivachněnková Polina Monovová | 6–4, 0–6, [10–12] |

## Finále na juniorce Grand Slamu

### Dvouhra juniorek: 1 (1–0)
| Stav    | Rok  | Turnaj      | Povrch | Soupeřka ve finále | Výsledek           |
| ------- | ---- | ----------- | ------ | ------------------ | ------------------ |
| Vítězka | 2014 | French Open | antuka | Ivana Jorovićová   | 6–7(5–7), 6–2, 6–3 |

## Finále soutěží družstev: 1 (1–0)
| Stav  | Č. | Datum             | Soutěž                            | Povrch    | Spoluhráčky                                                                                     | Soupeřky                                                                   | Výsledek |
| ----- | -- | ----------------- | --------------------------------- | --------- | ----------------------------------------------------------------------------------------------- | -------------------------------------------------------------------------- | -------- |
| Vítěz | 1. | 6. listopadu 2021 | Billie Jean King Cup Praha, Česko | tvrdý (h) | Anastasija Pavljučenkovová Veronika Kuděrmetovová Jekatěrina Alexandrovová Ljudmila Samsonovová | Belinda Bencicová Jil Teichmannová Viktorija Golubicová Stefanie Vögeleová | 2–0      |

## Chronologie výsledků na Grand Slamu

### Dvouhra
| Turnaj          | 2016    | 2016    | 2017    | 2018    | 2019    | 2020    | 2021    | 2022    | 2023    | 2024    | 2025    | SR     | V–P   |
| --------------- | ------- | ------- | ------- | ------- | ------- | ------- | ------- | ------- | ------- | ------- | ------- | ------ | ----- |
| Australian Open | A       | 3. kolo | 1. kolo | 1. kolo | 1. kolo | 1. kolo | 2. kolo | 3. kolo | 1. kolo | 2. kolo | 4. kolo | 0 / 10 | 10–10 |
| French Open     | A       | 3. kolo | 3. kolo | ČF      | 2. kolo | 2. kolo | 3. kolo | SF      | 4. kolo | 2. kolo | 4. kolo | 0 / 10 | 24–10 |
| Wimbledon       | A       | 3. kolo | 2. kolo | ČF      | 1. kolo | NH      | 2. kolo | A       | 3. kolo | 3. kolo | 3. kolo | 0 / 8  | 14–8  |
| US Open         | 3. kolo | 1. kolo | 4. kolo | 2. kolo | 1. kolo | 1. kolo | 3. kolo | 1. kolo | 4. kolo | 2. kolo |         | 0 / 10 | 12–10 |
| výhry–prohry    | 2–1     | 6–4     | 6–4     | 10–4    | 1–4     | 1–3     | 6–4     | 7–3     | 8–4     | 5–4     | 8–3     | 0 / 38 | 60–38 |

| Legenda | Legenda                                   | Legenda | Legenda                     |
| ------- | ----------------------------------------- | ------- | --------------------------- |
| SR      | poměr vyhraných turnajů ku všem odehraným | W–L V–P | výhry–prohry                |
| NH      | daný rok se turnaj nekonal                | A       | turnaje se hráč nezúčastnil |
| 1Q / LQ | prohra v (kole) kvalifikace               | 1k / 1R | prohra v daném kole turnaje |
| QF / ČF | prohra ve čtvrtfinále                     | SF      | prohra v semifinále         |
| F       | prohra ve finále                          | Vítěz   | vítězství v turnaji         |